# Hilde Fenne
Hilde Fenne (Voss, 12 maggio 1993) è un'ex biatleta norvegese.

## Biografia
Hilde Fenne, figlia di Gisle e Helga Øvsthus (a loro volta biatleti) e attiva dalla stagione 2009-2010, ai Mondiali juniores di Kontiolahti 2012 ha vinto la medaglia d'oro nella staffetta; in Coppa del Mondo ha esordito il 2 dicembre dello stesso anno a Östersund in sprint (30ª) e ha ottenuto due vittorie, entrambe in staffetta: il 9 dicembre successivo a Hochfilzen e il 9 gennaio 2013 a Ruhpolding, suo primi podi nel circuito.

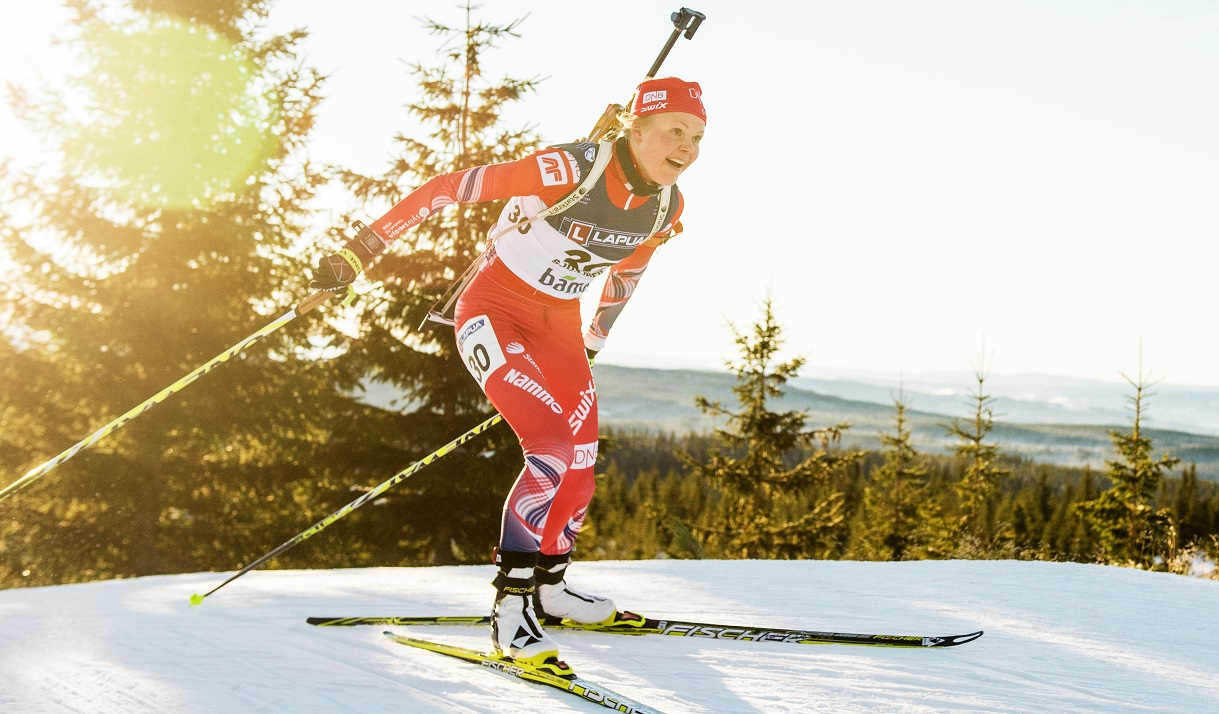
File:Hilde Fenne in gara nel 2015

Ai Mondiali di Nové Město na Moravě 2013, suo esordio iridato, ha vinto la medaglia d'oro nella staffetta e si è classificata 77ª nella sprint; il 19 dicembre 2015 ha ottenuto a Pokljuka in sprint il miglior risultato individuale in Coppa del Mondo (8ª) e ai Mondiali di Hochfilzen 2017, sua ultima presenza iridata, si è piazzata 58ª nella sprint, 55ª nell'inseguimento e 11ª nella staffetta mista.
In Coppa del Mondo ha colto l'ultimo podio il 5 marzo seguente a Pyeongchang Alpensia in staffetta (2ª) e ha preso per l'ultima volta il via il 23 marzo 2018 a Tjumen' in sprint (70ª); si è ritirata all'inizio della stagione 2021-2022 e la sua ultima gara in carriera è stata l'inseguimento di IBU Cup disputato il 29 novembre a Idre Fjäll e chiuso dalla Fenne al 45º posto. Non ha preso parte a rassegne olimpiche.

## Palmarès

### Mondiali
- 1 medaglia:
  - 1 oro (staffetta[2] a Nové Město na Moravě 2013)

### Mondiali juniores
- 1 medaglia:
  - 1 oro (staffetta a Kontiolahti 2012)

### Europei
- 1 medaglia:
  - 1 bronzo (staffetta a Nové Město na Moravě 2014)

### Festival olimpico della gioventù europea
- 2 medaglie:
  - 1 argento (staffetta mista a Liberec 2011)
  - 1 bronzo (sprint a Liberec 2011)

### Coppa del Mondo
- Miglior piazzamento in classifica generale: 54ª nel 2018
- 6 podi (tutti a squadre), oltre a quello ottenuto in sede iridata e valido anche ai fini della Coppa del Mondo:
  - 2 vittorie
  - 1 secondo posto
  - 3 terzi posti

#### Coppa del Mondo - vittorie
| Data            | Località   | Nazione  | Specialità                                                    |
| --------------- | ---------- | -------- | ------------------------------------------------------------- |
| 9 dicembre 2012 | Hochfilzen | Austria  | RL (con Fanny Horn, Synnøve Solemdal e Tora Berger)           |
| 9 gennaio 2013  | Ruhpolding | Germania | RL (con Ann Kristin Flatland, Synnøve Solemdal e Tora Berger) |

Legenda:

RL = staffetta